# ستيف بال
ستيف بال (بالإنجليزية: Steve Ball)‏ (22 نوفمبر 1973 بليدز في المملكة المتحدة - ) هو لاعب كرة قدم بريطاني في مركز الوسط. لعب مع ليدز يونايتد ونادي كورك سيتي ونادي هاروجيت تاون وWakefield F.C. ‏ وFarsley Celtic F.C. ‏ ونادي جيزيلي ‏ ونادي برادفورد بارك أفنيو ودارلينجتون إف سى.